# Tomasz Wylenzek
Tomasz Wylenzek (9 janvier 1983) est un céiste allemand pratiquant la course en ligne.